# 레오니트 자보틴스키
레오니트 이바노비치 자보틴스키(우크라이나어: Леонiд Iванович Жаботинський, 1938년 1월 28일 ~ 2016년 1월 14일)는 소련의 역도 선수이다. 그는 최중량급 부문에서 19개의 세계 기록을 세우고, 1964년과 1968년 올림픽에서 금메달을 획득하였다.

## 생애
우크라이나 수미주 우스펜카의 한 마을에서 태어났다. 어린 시절을 자포리자에서 보내고 고등학교를 졸업한 후, 하르키우에 있는 트랙터 공장에서 일하고 국군 스포츠 사회의 지역 역도 클럽에서 역도를 배웠다.

## 역도 경력
자보틴스키는 동메달을 획득한 1957년 우크라이나 SSR 선수권 대회에서 데뷔하였다. 그해 말에, 자보틴스키는 하르키우 교육학 연구소에 들어가서 1964년까지 거기에서 수학하였다.
1963년과 1970년 사이에 그는 최중량급 부문에서 17개의 세계 기록을 세우고, 1964년과 1968년 하계 올림픽에서 헤비급 부문의 2연승을 거두었다.
1968년 멕시코시티 올림픽 개회식에서 소련 선수단의 기수였던 자보틴스키는 팀이 행렬할 때 한 손으로 소련 국기를 들면서 파문을 일으켰다.
그는 1965년과 1991년 사이에 소련 공산당의 당원이었다.

## 개인 생활
1964년 하르키우 교육학 연구소를 졸업하고, 1970년 교육학에서 철학박사 학위를 유지하였다. 스포츠 경력을 끝낸 후, 그는 소련 육군에서 역도 코치를 맡고 1991년 대령으로서 퇴직하였다.
1987년부터 1991년까지 마다가스카르에서 군사 상담자와 역도 코치로 일하였다. 그 후에 모스크바 비지니스 법률 연구소의 학장이 되었다.
77세의 나이로 자포리자에서 사망하였다.